# Trioxyde de rhénium

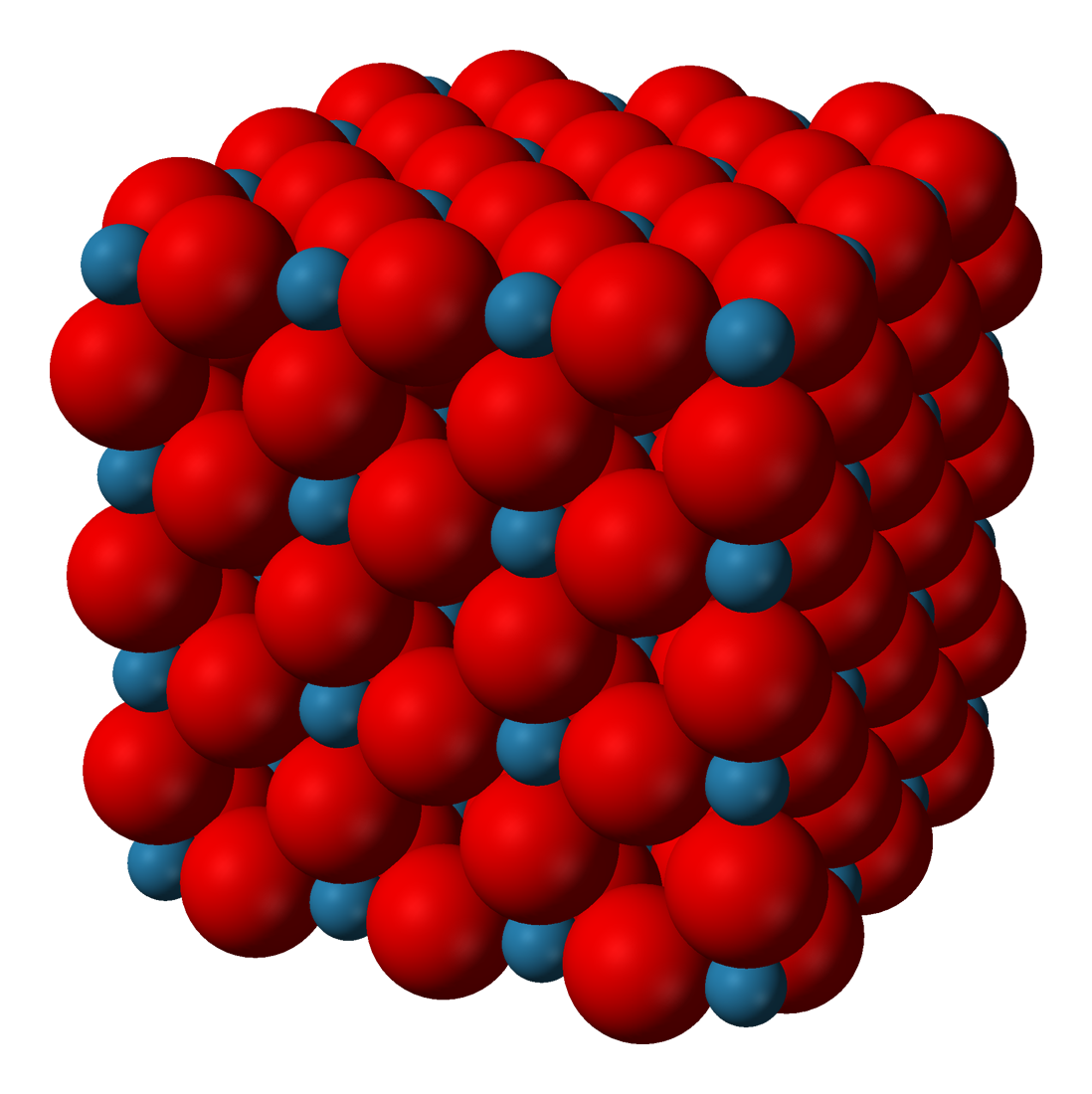

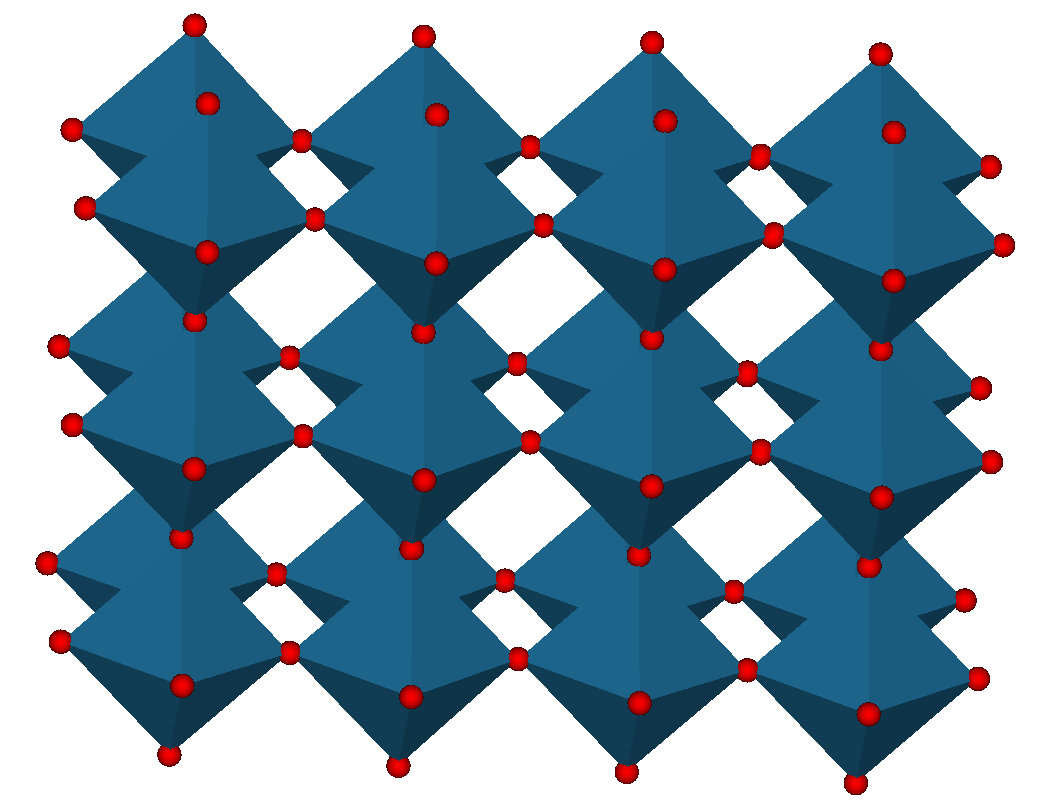
Polyèdre ReO3

Le trioxyde de rhénium ou oxyde de rhénium(VI) est un composé inorganique de formule ReO3. C'est un solide rouge ayant un éclat métallique, dont l'apparence ressemble à celle du cuivre. C'est le seul trioxyde stable des éléments du groupe 7 (Mn, Tc, Re).

## Préparation, structure
Le trioxyde de rhénium peut être produit en réduisant l'oxyde de rhénium(VII) avec le monoxyde de carbone :
Re2O7 + CO → 2 ReO3 + CO2
Re2O7 peut également être réduit par le dioxane.
Cet oxyde de rhénium cristallise avec une cellule élémentaire cubique primitive, groupe d'espace Pm3m (no 221) et un paramètre cristallin de 374,7 pm (3,747 Å). La structure de ReO3 est similaire à celle d'une pérovskite (ABO3), sans le gros cation A au centre de la cellule élémentaire. Chaque centre rhénium est entouré par un octaèdre défini par six centres oxygène. Ces octaèdres partagent leurs sommets pour former la structure tridimensionnelle. Le nombre de coordination de O vaut 2 car chaque atome d'oxygène a deux atomes Re voisins.
ReO3 présente une transition cristalline à 5,2 kbar et 300 K, le groupe d'espace devient Im3 (no 204) avec a = 741(2) pm.

## Propriétés
Lors du chauffage à 400 °C sous vide, il subit une dismutation :
3 ReO3 → Re2O7 + ReO2
ReO3 est un oxyde inhabituel car il présente une résistivité très faible. Il se comporte comme un métal car sa résistivité décroît quand la température décroît. À 300 K, sa résistivité vaut 100,0 nΩ m, tandis qu'à 100 K, elle baisse à 6,0 nΩ m, 17 fois moins qu'à 300 K.

## Utilisation

### Catalyseur d'hydrogénation
Le trioxyde de rhénium est utilisé en synthèse organique comme catalyseur pour la réduction des amides.